# Pilotrichella quadrangularis
Pilotrichella quadrangularis är en bladmossart som beskrevs av Roelof J.van der Wijk och Margadant 1960. Pilotrichella quadrangularis ingår i släktet Pilotrichella och familjen Meteoriaceae. Inga underarter finns listade i Catalogue of Life.